# Бреддин
Бреддин (нем. Breddin) — община в Германии, в земле Бранденбург.
Входит в состав района Восточный Пригниц-Руппин. Подчиняется управлению Нойштадт (Доссе). Население составляет 934 человека (на 31 декабря 2010 года). Занимает площадь 44,73 км².
| Год  | Население |
| ---- | --------- |
| 2005 | 1061      |
| 2010 | 971       |